# Laxenecera nuptialis
Laxenecera nuptialis är en tvåvingeart som beskrevs av Tomasovic 2008. Laxenecera nuptialis ingår i släktet Laxenecera och familjen rovflugor. Inga underarter finns listade i Catalogue of Life.